# جایزه بزرگ پسکارا ۱۹۵۷
جایزه بزرگ پسکارا ۱۹۵۷ (انگلیسی: ‎1957 Pescara Grand Prix‎) یک مسابقهٔ موتوری در رشتهٔ اتومبیل‌رانی فرمول یک بود که در تاریخ ۱۸ اوت ۱۹۵۷ در پیست پسکارا واقع در پسکارا، ایتالیا برگزار شد. این گراند پری در میان ۸ گراند پری در فصل ۱۹۵۷، مسابقهٔ شمارهٔ ۷ بود.
در این مسابقه که در ۱۸ دور و به مسافت ۴۶۴٫۴ کیلومتر (۲۸۸٫۵۶۵ مایل) برگزار شد، پول پوزیشن توسط خوان مانوئل فانخیو کسب شد و سریع‌ترین زمان برای طی یک دور پیست که برابر با ۹:۴۴٫۶ بود نیز توسط استیرلینگ ماس به ثبت رسید.
استیرلینگ ماس از تیم ون‌وال، خوان مانوئل فانخیو از تیم مازراتی و هری شل از تیم مازراتی به‌ترتیب مقام‌های اول تا سوم مسابقه را کسب کردند.

## رده‌بندی قهرمانی پس از مسابقه
| رده‌بندی قهرمانی رانندگان \| \| جایگاه \| راننده \| امتیاز \| \| -------- \| ------ \| ------------------ \| ------ \| \| \| ۱ \| خوان مانوئل فانخیو \| ۴۰ \| \| ۴ \| ۲ \| استیرلینگ ماس \| ۱۷ \| \| ۱ \| ۳ \| لوییجی موسو \| ۱۶ \| \| ۱ \| ۴ \| مایک هاثورن \| ۱۳ \| \| ۱ \| ۵ \| تونی بروکز \| ۱۰ \| \| منبع:[۱] \| \| \| \| |        |                    |        |
| | جایگاه | راننده             | امتیاز |
| | ۱      | خوان مانوئل فانخیو | ۴۰     |
| ۴ | ۲      | استیرلینگ ماس      | ۱۷     |
| ۱ | ۳      | لوییجی موسو        | ۱۶     |
| ۱ | ۴      | مایک هاثورن        | ۱۳     |
| ۱ | ۵      | تونی بروکز         | ۱۰     |
| منبع: |        |                    |        |

یادداشت
- تنها پنج جایگاه نخست از هر رده‌بندی نمایش داده شده‌است.